# Spittlertor
Brama szpitalników, niem. Spittlertor – gotycka brama, znajdująca się w Norymberdze, umieszczona w ciągu średniowiecznych murów miejskich. Brama znajduje się przy dawnym szpitalu św. Elżbiety, należącym do zakonu krzyżackiego. Nazwa pochodzi od byłego szpitala, którego pozostałością jest Kościół św. Elżbiety.

## Źródła
- Helge Weingärtner: Spittlertor. In: Michael Diefenbacher, Rudolf Endres (Hrsg.): Stadtlexikon Nürnberg. 2., verbesserte Auflage. W. Tümmels Verlag, Nürnberg 2000, ISBN 3-921590-69-8, S. 1009